# گاودل
گودل یا گودول یکی از روستاهای استان آذربایجان شرقی است که در دهستان اوچ‌هاچا بخش مرکزی شهرستان اهر واقع شده‌است. این روستا ۱۲۱ نفر جمعیت دارد.